# Rie Kanetō
Rie Kanetō (jap. 金藤 理絵 Kanetō Rie; ur. 8 września 1988 w Shōbarze) – japońska pływaczka specjalizująca się w stylu klasycznym, mistrzyni olimpijska z 2016 roku.

## Kariera pływacka
Kanetō swój pierwszy medal na międzynarodowych zawodach zdobyła na uniwersjadzie w Bangkoku, gdzie wywalczyła srebro na dystansie 200 m stylem klasycznym uzyskując czas 2:25,63.
W wieku 19 lat z czasem 2:25,14 min zajęła siódme miejsce na igrzyskach olimpijskich w Pekinie.
W 2009 roku, na uniwersjadzie w Belgradzie zdobyła złoty medal na 200 m żabką, uzyskując czas 2:22,32. Kilka tygodni później podczas mistrzostw świata w Rzymie była na tym dystansie piąta.
Dwa lata później, na mistrzostwach świata w Szanghaju z czasem 2:25,36 uplasowała się na piątym miejscu na 200 m żabką. Na dystansie 100 m stylem klasycznym zajęła 24. miejsce, uzyskując w eliminacjach czas 1:09,56.
Na mistrzostwach świata, które odbyły się w 2013 roku w konkurencji 200 m stylem klasycznym była czwarta z czasem 2:22,96.
W 2014 roku podczas mistrzostw świata na krótkim basenie wywalczyła srebrny medal na 200 m stylem klasycznym.
Rok później uczestniczyła w mistrzostwach świata w rosyjskim Kazaniu. Na 200 m żabką z czasem 2:23,19 uplasowała się na szóstym miejscu. Płynąc w konkurencji 100 m tym samym stylem zajęła 18. miejsce.
Podczas igrzysk olimpijskich w Rio de Janeiro zdobyła złoty medal na dystansie 200 m stylem klasycznym, uzyskując w finale czas 2:20,30.